# Смертельный страх
«Смертельный страх» (англ. Mortal Fear) — кинофильм. Экранизация произведения, автор которого — Робин Кук.

## Сюжет
В одном из госпиталей некоего американского мегаполиса пациенты начинают таинственным образом умирать внезапно один за одним. Доктор Дженнифер Кесслер, работающая в госпитале, решает разобраться в этом и найти причину смертей во что бы то ни стало. После смерти одного из своих друзей Дженнифер начинает подозревать всех окружающих, включая своего нового любовника.

## В ролях
- Джоанна Кернс — Дженнифер Кесслер
- Грегори Харрисон — Филипп Монтгомери
- Макс Гейл — детектив Майкл Карран
- Тобин Белл — доктор Элвин Хейз
- Роберт Инглунд — доктор Ральф Уонномейкер
- Ребекка Шулл — доктор Дэнфорт